# Académie de marine de Kiel
 (février 2016).
Si vous disposez d'ouvrages ou d'articles de référence ou si vous connaissez des sites web de qualité traitant du thème abordé ici, merci de compléter l'article en donnant les références utiles à sa vérifiabilité et en les liant à la section « Notes et références ».

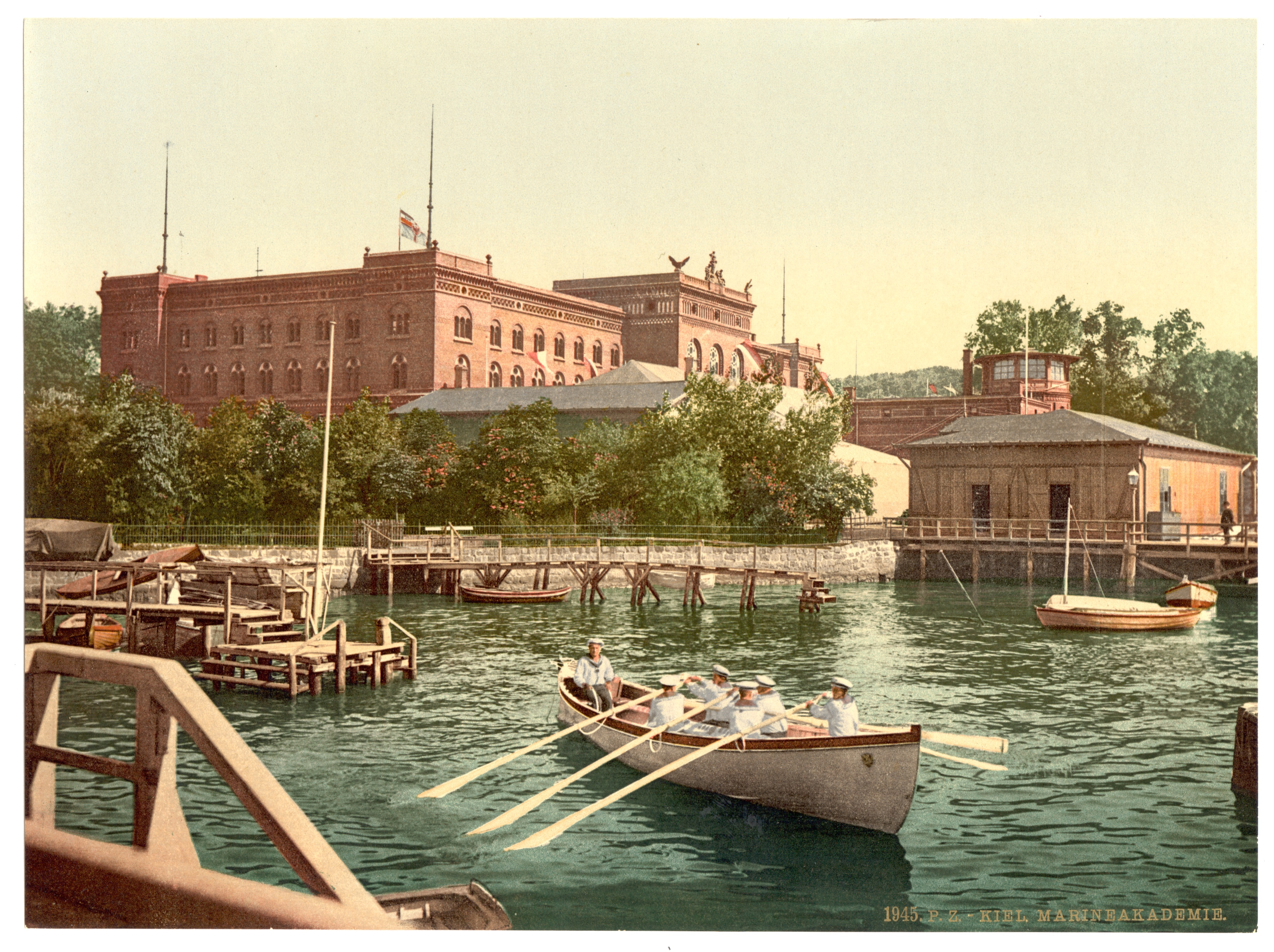
L'académie de marine en 1900.

L’académie de marine (Marineakademie) de Kiel a été fondée en 1872 et a été jusqu'à la fin de la Première Guerre mondiale un établissement prestigieux de formation de la marine impériale allemande, pour les officiers de marine se préparant à devenir officiers supérieurs.

## Historique

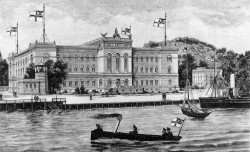
Vue des bâtiments de l'académie

L'académie de marine a été fondée en 1872 par le chef de l'amirauté allemande, le lieutenant-général von Stosch, le but étant de former les futurs officiers supérieurs de la marine. L'académie de guerre de Prusse (Preußische Kriegsakademie) sert de modèle pour la formation supérieure. Les matières enseignées consistaient en divers sujets, comme l'histoire navale, l'apprentissage obligatoire de deux langues étrangères, et la formation militaire générale. Les études duraient trois ans, puis deux ans, à partir de 1883.
De 1888, date de la construction du bâtiment actuel, à 1910 l’académie se situaient dans les mêmes bâtiments que l'École navale (Marineschule) pour la formation des futurs jeunes officiers, puis celle-ci déménagea à Flensburg-Mürwik, où elle demeure toujours aujourd'hui. L'académie abritait les logements des officiers étudiants, les salles de cours, l'aula, et une bibliothèque de quarante mille ouvrages, ainsi qu'une collection de modèles réduits.
L'académie a été fermée en 1918 et le bâtiment a été utilisé pour la base maritime de Kiel. Il est devenu propriété de l'État du Schleswig-Holstein, en 1945. Il abrite actuellement l'administration de la ville de Kiel et l'assemblée du Schleswig-Holstein.

## Directeurs
| 1866–1867  | Korvettenkapitän Karl Ferdinand Batsch (de) (1831–1898) | – École de la Marine                                                |
| 1867–1881  | Generalmajor Christian Amynt Liebe (de) (1816–1909)     | – École de la Marine devenue en 1872 Académie et école de la Marine |
| 1881–1886  | Konteradmiral Paul von Reibnitz (1838–1900)             | – Académie et école de la Marine                                    |
| 1886–1890  | Konteradmiral Rudolf Schering (1843–1901)               | – Académie et école de la Marine                                    |
| 1890–1895? | Vizeadmiral Ernst von Reiche (1840–1912)                | – Académie et école de la Marine                                    |
| 1895–1899? | Vizeadmiral Iwan Oldekop (de) (1844–1936)               | – Académie et école de la Marine                                    |
| 1897–1900  | Kapitän zur See Hermann Kirchhoff (de) (1851–1932)      | – École de la Marine                                                |
| 1900–1903  | Konteradmiral Curt von Maltzahn (1849–1930)             | – Académie de la Marine                                             |
| 1903–1907  | Konteradmiral Ludwig Borckenhagen (en) (1850–1917)      | – Académie de la Marine                                             |